# Júbilo Iwata
Júbilo Iwata (japonsky ジュビロ磐田) je japonský fotbalový klub z města Iwata hrající v J2 League. Klub byl založen v roce 1972 pod názvem Jamaha Motors SC. Svá domácí utkání hraje na Yamaha Stadium.

## Úspěchy
- Liga mistrů AFC: 1999
- J1 League: 1997, 1999, 2002
- J.League Cup: 1998, 2010
- Císařský pohár: 1982, 2003

## Významní hráči
- Masaši Nakajama
- Tošija Fudžita
- Tošihiro Hattori
- Hideto Suzuki
- Makoto Tanaka
- Daisuke Oku
- Hiroši Nanami
- Takaši Fukuniši
- Naohiro Takahara
- Gó Óiwa
- Masami Ihara
- Rjóiči Maeda
- Takaši Hirano
- Jošikacu Kawaguči
- Júiči Komano
- Masahiko Inoha
- Daisuke Macui
- Šunsuke Nakamura
- Jošito Ókubo
- Jasujuki Konno
- Dunga
- Avraam Papadopoulos
- Salvatore Schillaci
- Gerald Vanenburg
- Dmitrij Radčenko